# Raquetebol nos Jogos Pan-Americanos de 2015 - Duplas femininas
A competição das duplas feminino foi um dos eventos do raquetebol nos Jogos Pan-Americanos de 2015, em Toronto. Foi disputada no Centro de Exposições entre os dias 19 e 24 de julho.

## Calendário
Horário local (UTC-4).
| Data        | Horário | Fase             |
| ----------- | ------- | ---------------- |
| 19 de julho | 17:15   | Fase de grupos   |
| 20 de julho | 17:05   | Fase de grupos   |
| 21 de julho | 17:15   | Fase de grupos   |
| 22 de julho | 11:15   | Oitavas de final |
| 23 de julho | 11:15   | Quartas de final |
| 23 de julho | 19:15   | Semifinal        |
| 24 de julho | 12:40   | Final            |

## Medalhistas
| Ouro   | MEX Paola Longoria e Samantha Salas                                |
| Prata  | ARG Maria Jose Vargas e Veronique Guillemette                      |
| Bronze | ECU Maria Sotomayor e María Muñoz USA Rhonda Rajsich e Kim Russell |

## Resultados

### Grupo A
| Raquetebolista                  | Nacionalidade | J | V | D | Pontos |
| ------------------------------- | ------------- | - | - | - | ------ |
| Paola Longoria / Samantha Salas | MEX México    | 2 | 2 | 0 | 4      |
| Maria Sotomayor / María Muñoz   | ECU Equador   | 2 | 1 | 1 | 3      |
| Angela Grisar / Carla Muñoz     | CHI Chile     | 2 | 0 | 2 | 2      |

### Grupo B
| Raquetebolista                            | Nacionalidade      | J | V | D | Pontos |
| ----------------------------------------- | ------------------ | - | - | - | ------ |
| Rhonda Rajsich / Kim Russell              | USA Estados Unidos | 2 | 2 | 0 | 4      |
| Maria Jose Vargas / Veronique Guillemette | ARG Argentina      | 2 | 1 | 1 | 3      |
| Ana Martínez / Maria Rodriguez            | GUA Guatemala      | 2 | 0 | 2 | 2      |

### Grupo C
| Raquetebolista                            | Nacionalidade           | J | V | D | Pontos |
| ----------------------------------------- | ----------------------- | - | - | - | ------ |
| Cristina Amaya / María Gómez              | COL Colômbia            | 3 | 3 | 0 | 6      |
| Mariana Tobon / Mariana Paredes           | VEN Venezuela           | 3 | 2 | 1 | 5      |
| Carola Loma / Natalia Mendez              | BOL Bolívia             | 3 | 1 | 2 | 4      |
| Michele Morissette / Christine Richardson | {{flagODEPA\|CAN\|2015} | 3 | 0 | 3 | 3      |

## Eliminatórias
| Oitavas de final | Oitavas de final                            | Oitavas de final | Oitavas de final | Oitavas de final |  |  | Quartas de final | Quartas de final                            | Quartas de final | Quartas de final | Quartas de final |  |  | Semifinal | Semifinal                                   | Semifinal | Semifinal | Semifinal |  |  | Final | Final                                       | Final | Final | Final |
|                  |                                             |                  |                  |                  |  |  |                  |                                             |                  |                  |                  |  |  |           |                                             |           |           |           |  |  |       |                                             |       |       |       |
|                  |                                             |                  |                  |                  |  |  |                  |                                             |                  |                  |                  |  |  |           |                                             |           |           |           |  |  |       |                                             |       |       |       |
|                  |                                             |                  |                  |                  |  |  |                  | MEX Paola Longoria Samantha Salas           | 15               | 15               |                  |  |  |           |                                             |           |           |           |  |  |       |                                             |       |       |       |
|                  | BOL Carola Loma Natalia Mendez              | 15               | 11               | 11               |  |  |                  | BOL Carola Loma Natalia Mendez              | 9                | 0                |                  |  |  |           |                                             |           |           |           |  |  |       |                                             |       |       |       |
|                  | GUA Ana Martínez Maria Rodriguez            | 10               | 15               | 5                |  |  |                  |                                             |                  |                  |                  |  |  |           | MEX Paola Longoria Samantha Salas           | 15        | 15        |           |  |  |       |                                             |       |       |       |
|                  |                                             |                  |                  |                  |  |  |                  |                                             |                  |                  |                  |  |  |           | ECU Maria Sotomayor María Muñoz             | 10        | 12        |           |  |  |       |                                             |       |       |       |
|                  |                                             |                  |                  |                  |  |  |                  | ECU Maria Sotomayor María Muñoz             | 15               | 15               |                  |  |  |           |                                             |           |           |           |  |  |       |                                             |       |       |       |
|                  |                                             |                  |                  |                  |  |  |                  | VEN Mariana Tobon Mariana Paredes           | 0                | 7                |                  |  |  |           |                                             |           |           |           |  |  |       |                                             |       |       |       |
|                  |                                             |                  |                  |                  |  |  |                  |                                             |                  |                  |                  |  |  |           |                                             |           |           |           |  |  |       | MEX Paola Longoria Samantha Salas           | 15    | 15    |       |
|                  |                                             |                  |                  |                  |  |  |                  |                                             |                  |                  |                  |  |  |           |                                             |           |           |           |  |  |       | ARG Maria Jose Vargas Veronique Guillemette | 3     | 4     |       |
|                  |                                             |                  |                  |                  |  |  |                  | COL Cristina Amaya María Gómez              | 12               | 15               | 7                |  |  |           |                                             |           |           |           |  |  |       |                                             |       |       |       |
|                  |                                             |                  |                  |                  |  |  |                  | ARG Maria Jose Vargas Veronique Guillemette | 15               | 9                | 11               |  |  |           |                                             |           |           |           |  |  |       |                                             |       |       |       |
|                  |                                             |                  |                  |                  |  |  |                  |                                             |                  |                  |                  |  |  |           | ARG Maria Jose Vargas Veronique Guillemette | 15        | 13        | 11        |  |  |       |                                             |       |       |       |
|                  | CHI Angela Grisar Carla Muñoz               | 15               | 15               |                  |  |  |                  |                                             |                  |                  |                  |  |  |           | USA Rhonda Rajsich Kim Russell              | 7         | 15        | 6         |  |  |       |                                             |       |       |       |
|                  | CAN Michele Morissette Christine Richardson | 5                | 4                |                  |  |  |                  | CHI Angela Grisar Carla Muñoz               | 15               | 10               | 8                |  |  |           |                                             |           |           |           |  |  |       |                                             |       |       |       |
|                  |                                             |                  |                  |                  |  |  |                  | USA Rhonda Rajsich Kim Russell              | 6                | 15               | 11               |  |  |           |                                             |           |           |           |  |  |       |                                             |       |       |       |
|                  |                                             |                  |                  |                  |  |  |                  |                                             |                  |                  |                  |  |  |           |                                             |           |           |           |  |  |       |                                             |       |       |       |